# Pedro Gomes Coutinho
Pedro Gomes Coutinho (Quixeramobim, 29 de abril de 1898 — Quixeramobim, 6 de junho de 1994)  foi um político brasileiro.
Pedro Coutinho foi prefeito de Quixeramobim em dois curtos mandados (1945-1945 e 1947-1947).

## Infância
Pedro Gomes Coutinho nasceu na antiga Santo Antônio do Campo Maior (atual Quixeramobim), fundada pelo português Antônio Dias Ferreira. Era filho de José Gomes Coutinho e Maria da Anunciação de Oliveira Coutinho. Sua avó paterna foi sobrinha-neta de frei Joaquim do Amor Divino, o conhecido Frei Caneca.
Aos sete anos de idade matriculou-se na Escola Mista Dona Idalina de Sales Andrade, onde recebeu significante educação. Com pouco mais de um ano, foi transferido para a escola de D. Paulina Lopes em virtude de já ter dois irmãos nesse estabelecimento. No terceiro ano primário deixou de estudar e foi morar com seus pais na Fazenda Jatobá, onde residiram durante cinco anos e ajudava-os nos trabalhos agro-pastoris. Mesmo sem estar na escola, jamais deixou de ler, tendo os estudos ministrados por sua irmã Elvira.
Em 1913, no dia 7 de janeiro, sua mãe faleceu, vítima de uma parada cardíaca. Com seu falecimento, Pedro e sua família voltaram a morar na mesma casa em que residiram na cidade, na antiga Rua Antão Farias, na praça da Estação.

## Vida adulta
Em 2 de outubro de 1922 casou-se com Luzia Claudina Lima. A mesma tinha quinze anos; foi uma união de pouca duração pois Luzia faleceu após nove meses, em consequência de um parto, e deixou uma filha que recebeu o nome de Maria Luzia Coutinho.
No dia 24 de maio de 1924 casou-se novamente com sua prima Francisca Ribeiro da Paixão, filha de Salustiano Gomes da Paixão, seu tio de segundo grau, e de Cândida Ribeiro da Paixão, de cujo consórcio nasceram onze filhos.
Em 1992 foi convidado a participar do documentário "Paixão e Guerra no Sertão de Canudos", dando o seu depoimento sobre a vida de Antônio Conselheiro.

## Carreira política
Na política sempre foi partidário da democracia. Em 1920 alistou-se eleitor, votando pela primeira vez no dia 1 de março do mesmo ano no Dr. Belizário Távora, candidato a presidente do Estado e continuando na política sob a bandeira do Dr. Fernando Távora até 1957.
Durante esse período foi nomeado prefeito por duas vezes. A primeira, em 1945, foi nomeado pelo interventor Benedito Augusto dos Santos Carvalho, e a segunda em 1947, nomeado pelo então governador Faustino de Albuquerque, onde exonerou-se em outubro daquele mesmo ano para se candidatar a vereador da Câmara de Quixeramobim, sendo eleito com o maior número de votos pelo seu partido na época, a União Democrática Nacional (UDN). Quatro anos depois foi reeleito como vereador, em primeiro lugar.
Durante seus dois mandatos como prefeito, não pôde fazer muito por sua terra, dado o pouco espaço de tempo em que governou, como também pela falta de recursos municipais, pois não existiam verbas federais e por outras dificuldades da época. Limitou-se por melhorar as estradas que estavam em parte intransitáveis. Conseguiu, com o governo federal, um posto pecuário no Boqueirão.
Deu nome às principais ruas da cidade, como Monsenhor Salviano Pinto, Cônego Aureliano Mota, Dom Quintino, Cônego Pinto de Mendonça, Praça Coronel João Paulino, Dr. Cornélio Fernandes, etc.
Fez parte do conselho executivo de seu partido, em Fortaleza, durante doze anos. Foi fundador da UDN em Quixeramobim.
No período em que foi político sofreu perseguições e agressões, e em uma delas foi agredido por um delegado militar; porém reagiu à altura. Este fato aconteceu às vésperas de uma eleição, em 28 de fevereiro de 1936. Três dias após as eleições, foi preso e escoltado para Fortaleza, deixando esposa, filhos e amigos a chorarem na estação de trem local. Nessa ocasião, seu grande amigo Dr. Álvaro Fernandes, candidato a prefeito na época, despediu-se pronunciando as seguintes palavras: "Pedro Coutinho, essa terra há de fazer justiça e você voltará e será recebido nos braços do povo, como herói triunfador". Essas palavras foram confirmadas quatro dias mais tarde, quando chegou de volta e foi recebido por ele e por centenas de pessoas amigas. Foram perseguições que não o abateram, pois continuou na luta e teve a ideia de construir um campo de aviação em sua antiga propriedade, a Fazenda Parelhas, em combinação com outro grande amigo, o capitão da Aeronáutica Gonçalo de Paiva Cavalcante, cujo trabalho executou no espaço de noventa dias. Inaugurou esse mesmo campo no dia 19 de julho de 1936.